# Elaphoidella sewelli
Elaphoidella sewelli är en kräftdjursart som först beskrevs av Claude Chappuis 1928.  Elaphoidella sewelli ingår i släktet Elaphoidella och familjen Canthocamptidae. Inga underarter finns listade i Catalogue of Life.